# Villadia dielsii
Villadia dielsii là một loài thực vật có hoa trong họ Crassulaceae. Loài này được Baehni & J.F. Macbr. miêu tả khoa học đầu tiên năm 1937.